# Noura Mint Seymali
Noura Mint Seymali est une auteur, chanteuse, compositrice et instrumentaliste griotte de Mauritanie. Elle a commencé sa carrière à l'âge de 13 ans dans les chœurs accompagnant sa belle-mère. Elle chante et joue de la ardîn, un instrument à cordes traditionnel.

## Éléments biographiques
Noura Mint Seymali est né à Nouakchott, en Mauritanie, dans une famille d’iggawin (griots mauritaniens). Sa grand-mère, Mounina Mint Aleya, est une chanteuse respectée en Mauritanie. Sa belle-mère, Dimi Mint Abba, est également une personnalité musicale importante de Mauritanie, et la première chanteuse de Mauritanie à développer une florissante carrière internationale. Son père, Seymali, est un compositeur maure formé en Irak,. Sa belle-mère, Dimi, est une chanteuse connue, surnommée la "diva du désert", qui a effectué des tournées en Afrique, Europe et États-Unis. À l'âge de 13 ans, Noura commence à composer avec sa belle-mère, et à l'accompagner en tournée comme choriste. Après son mariage avec son guitariste, Jeiche Ould Chighaly, elle joue encore avec elle. Elle est formée au jeu de ardîn, un instrument traditionnel mauritanien. 
Avec l'aide de son mari, elle forme un groupe en 2004. Après la publication de deux albums, ils retournent en studio pour créer la bande d'un nouvel album, Tzenni. L'album est publié en 2014 par Glitterbeat Enregistrements. Elle joue dans de nombreux endroits à travers le monde depuis la formation du groupe, dont globalFEST situé aux États-unis, Festival au désert situé au Mali, et Hayy Festival en Égypte. Son groupe comprend : Noura Mint Seymali au chant et ardîn, Jeiche Ould Chighaly à la guitare et à la tidinit, Ousmane Tour à la basse, Matthieu Tinari à la batterie, Ayniyana Chighaly aux chœurs et ardîn, et Mayassa Hemed Vall aux chœurs et percussions.
En 2021, Noura Mint Seymali et son guitariste Jeich Ould Chighaly, intègre un nouveau projet intitulé "Sahariennes", une rencontre de quatre femmes de quatre territoires avec Souad Asla (Algérie), Malika Zarra (Maroc) et Dighya Moh Salem (Sahara Occidental).

## Thèmes et caractéristiques musicales
Elle se considère comme non-politique. Dans ses textes, il est question de Dieu, de foi musulmane, mais elle appelle aussi les femmes à se prendre en main. Sa musique s'inscrit dans une tradition séculaire, utilisant des éléments de musique arabe et de musique d'Afrique de l'Ouest, sans hésiter aussi à emprunter certains rythmes et sonorités au  blues et au rock,. En Mauritanie, les femmes et les hommes peuvent être griots. Les femmes jouent l'ardîn, cet instrument à corde qui peut évoquer la kora  d'Afrique de l'Ouest, et les hommes jouent la tidinit, mais aussi la guitare électrique comme son mari, le tout accompagné de guitare basse électrique, de percussions, de tambours, de tambourins et de batterie. Le chant, typique des iggawins, est un « mélange d’explosivité et de mélodicité »,,.

## Discographie
- Tarabe (2006)
- El Howl (2010)
- Azawan (2012) (EP)
- Azawan II (2013) (EP)
- Tzenni (2014)
- Arbina (2016)